# 주세페 도세나
주세페 도세나(이탈리아어: Giuseppe Dossena dʒuˈzɛppe dosˈseːna[*], 1958년 5월 2일, 롬바르디아 주 밀라노 ~)는 이탈리아의 전 축구 선수이자 감독으로, 선수 시절에는 미드필더로 활약했다. 그는 현역 시절에 다수 이탈리아 구단에서 활약했는데, 특히 토리노와 삼프도리아에서 활약한 것으로 알려져 있으며, 그동안 몇 차례 우승을 거두었다. 국가대항전에서, 그는 이탈리아 국가대표팀 일원으로 1982년 월드컵 우승을 거둔 선수단에 이름을 올렸다.

## 클럽 경력
도세나는 1976년에 토리노에서 1군 무대에 처음으로 이름을 올렸고, 이듬해 피스토이에세로 이적했다. 그는 이후 체세나와 볼로냐를 거쳐 1981년에 토리노로 복귀했고, 그 후 1987년까지 피에몬테 연고 구단에 몸담았다. 그는 토리노 복귀 후에 이탈리아 국가대표팀에 차출되었고, 1982년 월드컵 당시 이탈리아 선수단에 차출되기도 했다. 그는 이후 우디네세, 삼프도리아, 그리고 페루자에서 활약했고, 1992년에 움브리아 연고 구단에서 은퇴했다. 도세나는 삼프도리아에서의 활약으로 널리 회자되는데, 1988-89 시즌에 코파 이탈리아 우승으로 시작해, 1989-90 시즌 유러피언 컵위너스컵을, 1990-91 시즌의 세리에 A, 그리고 1991년 수페르코파 이탈리아나 우승을 거미쥐었고, 1990년 슈퍼컵에서는 전 시즌 유러피언컵을 우승한 세리에 A의 경쟁 구단 밀란의 몫이 되었다.

## 국가대표팀 경력
도세나는 1981년부터 1987년까지 이탈리아 국가대표팀에서 38번의 경기에서 1골을 기록했는데, 이어 그는 4번째 출전 경기였던 이탈리아의 1982년 월드컵 예선전에 출전한 후, 그는 나중에 우승을 거둔 1982년 월드컵의 이탈리아 선수단에 이름을 올렸지만, 등번호 10번을 받고도 단 1경기도 출전하지 못했다.

## 경기 방식
주로 플레이메이커로 활약한 도세나는 근면하고, 창의적인 선수로, 체력, 시야, 기술력, 그리고 중원에서의 공넘김으로 정평이 났고, 공격을 주도하고 먼 거리에서도 골문을 공략할 수 있었다.

## 감독 경력
그 후, 그는 국가대표팀 감독을 역임했는데, 가나의 지휘봉을 1998년부터 2000년까지 2년 잡았고, 체사레 말디니 감독을 보좌해 파라과이 선수단 일원으로 200년 월드컵에 참가했다. 2000년부터 2001년까지는 사우디아라비아의 알-이티하드 지다의 감독을 역임했다. 그는 이후 이탈리아 공영방송 RAI에서 분석가로 근무했다.
2002년 7월, 도세나는 알바니아 국가대표팀 감독으로 취임하면서, 1953년에 부임한 헝가리인 버더시 미클로시 이래로 첫 알바니아 국가대표팀 외국인 감독이 되었다. 그의 적흑 군단(Kuq e Zinjtë) 임기는 단 3달밖에 되지 않았는데, 그동안 2경기밖에 지휘를 못했다: 첫 경기는 1-1로 비긴 스위스전이었고, 2차전은 1-4로 패한 러시아전이었다. 그는 9월에 1-0으로 이긴 코소보와의 친선경기에서도 지휘봉을 잡았었다. 2002년 11월, 그는 알바니아 축구 협회에 편지로 사표를 제출했는데, 그만둔 사유는 현지 언론이었다고 밝혔다.
2010년 8월 30일, 도세나는 에디오피아의 리그 정상에 오른 세인트 조지와 2년 계약을 맺었음을 밝혔다. 그는 이후 단장도 역임했다. 그 후, 그는 이탈리아 국가대표팀의 고문을 역임했다.

## 경력 통계

### 국가대표팀
출처:
| 국가대표팀 | 연도 | 출장 | 골 |
| ---------- | ---- | ---- | -- |
| 이탈리아   | 1981 | 6    | 1  |
| 이탈리아   | 1982 | 5    | 0  |
| 이탈리아   | 1983 | 6    | 0  |
| 이탈리아   | 1984 | 9    | 0  |
| 이탈리아   | 1985 | 3    | 0  |
| 이탈리아   | 1986 | 3    | 0  |
| 이탈리아   | 1987 | 6    | 0  |
| 합계       | 합계 | 38   | 1  |

## 수상

### 클럽
삼프도리아
- 세리에 A: 1990–91
- 코파 이탈리아: 1988–89
- 수페르코파 이탈리아나: 1991
- 유러피언 컵위너스컵: 1989–90

### 국가대표팀
이탈리아
- 월드컵: 1982